# Región de Hokuriku
Hokuriku (北陸地方?) es la parte de la región de Chubu que da la 
cara al mar del Japón. Literalmente quiere decir tierra del norte y se refiere que antiguamente eran los territorios al norte de la antigua capital Kioto.

## Resumen
Las prefecturas que componen la región del Hokuriku son Niigata, Toyama, Ishikawa y Fukui.

## Clima
Es una región de fuertes nevadas durante el invierno, y veranos húmedos y cálidos. 